# Leptinella plumosa
Espèce
Leptinella plumosa est une espèce de plantes à fleurs de la famille des Astéracées. C'est une plante herbacée des îles subantarctiques des océans Pacifique et Indien.

## Description

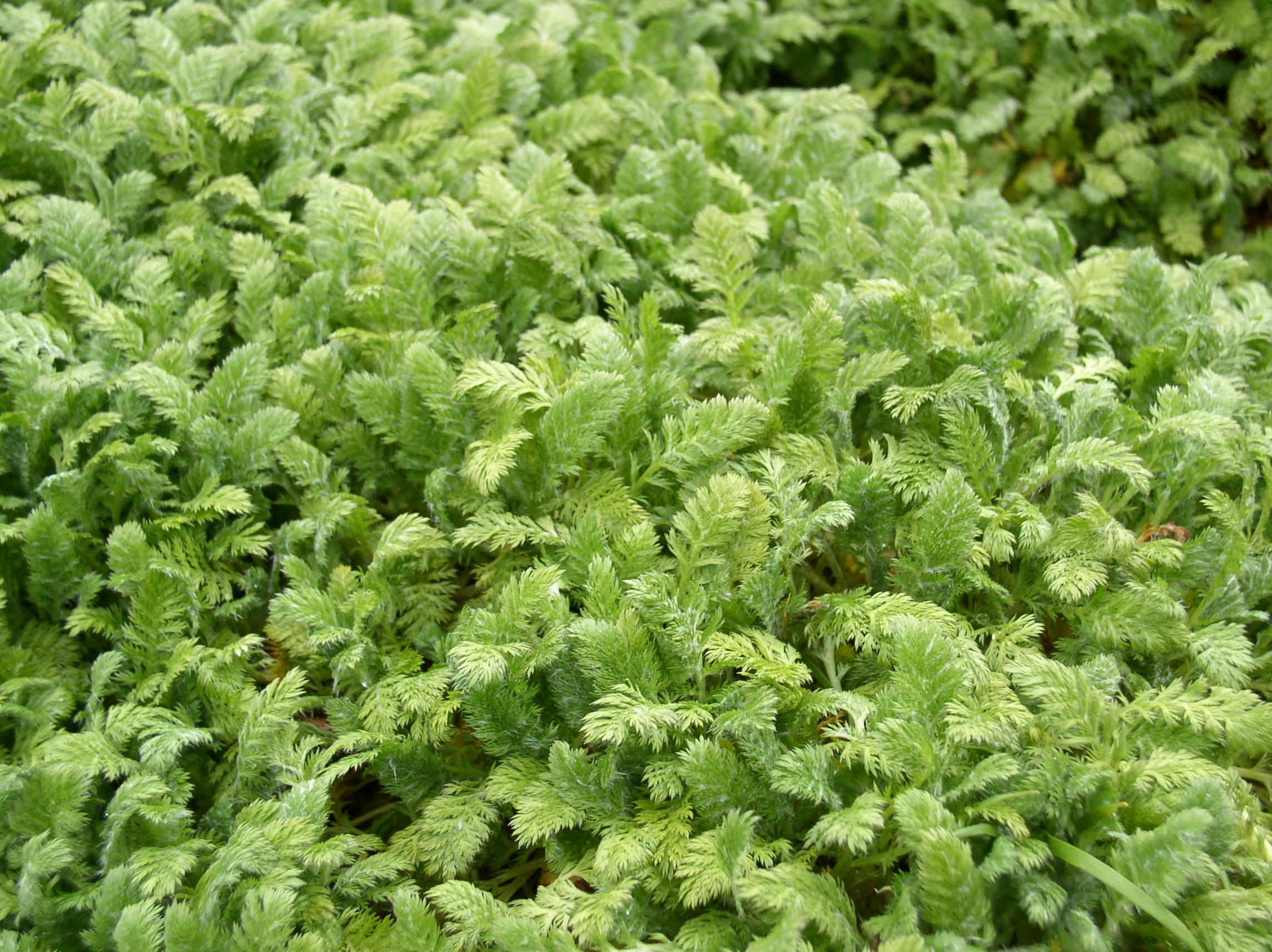
Leptinella plumosa sur l'île de la Possession (îles Crozet).

Espèce très variable, c'est une plante herbacée vivace qui forme de grands tapis. Ses tiges rampantes, d'un diamètre allant jusqu'à 5 mm, ont de courtes branches latérales se terminant en rosettes de feuilles. Elle fleurit de novembre à mars et fructifie de février à mai.

## Distribution et habitat
La plante se trouve sur les Îles Auckland, Antipodes, Campbell, Macquarie, Kerguelen, du Prince Édouard, Heard et Crozet. Elle est très répandue près des côtes et rare à l'intérieur des terres, bien qu'on en ait trouvé à des altitudes allant jusqu'à 150 m.